# 설마 Confession
〈설마 Confession〉(まさかのConfession 마사카노 콘페션[*])는 AKB48의 65번째 싱글이다. 타이틀 곡의 센터 포지션은 야기 야즈키가 맡는다.

## 발매 배경
전작 〈사랑 끝나버렸어〉로부터 약 7개월 만의 싱글이다.

## 선발 멤버
- 굵은 글씨는 첫 선발

사랑 끝나버렸어
(센터 : 야기 아즈키)
- AKB48정규 멤버: 무라야마 유이리, 무카이치 미온, 오구리 유이, 쿠라노오 나루미, 사카가와 히유카, 치바 에리이, 야마우치 미즈키, 오오모리 마호, 사토 아이리, 히라타 유키, 미즈시마 미유, 야마자키 소라
- AKB48연구생 : 아키야마 유나, 야기 아즈키, 이토 모모카, 하나다 메이